# Alexandru Bizim
Alexandru Bizim (n. 15 iulie 1934, Bârlad, Tutova, România – d. iunie 2016) a fost un aruncător de suliță român, antrenor de atletism și profesor.

## Carieră
Legitimat la Știința București, el a fost multiplu campion național și balcanic. De cinci ori a îmbunătățit recordul național până la 81,21 m în 1963, la Oslo, devenind primul român care a depășit pragul de 80 de metri. La Universiada de la Torino din 1959 a câștigat medalia de bronz. În anul 1960 atletul a participat la Jocurile Olimpice de la Roma unde a fost portdrapel României la festivitate de deschidere. Anul următor, a ocupat locul 4 la Universiada de la Sofia. În 1962 a participat la Campionatul European de la Belgrad.
După retragerea din activitate, el a fost antrenor al lotului național de atletism în perioada 1968–1978. I-a pregătit, printre alții, pe Éva Zörgő și Gheorghe Megelea, care a cucerit prima medalie pentru atletismul masculin românesc la Olimpiada de la Montreal din 1976.
Fiind absolvent al Institutului de Cultură fizică din București, Alexandru Bizim a urmat o carieră universitară. Din 1990 până în 2004 a fost șeful Catedrei de Educație Fizică și Sport din cadrul Facultății de Drept la Universitatea din București.
În 1976 și în 2004 el a fost decorat cu Ordinul „Meritul Sportiv” clasa a III-a.

## Realizări
| An   | Competiție                                     | Locație             | Loc | Note    |
| ---- | ---------------------------------------------- | ------------------- | --- | ------- |
| 1957 | Jocurile Mondiale Universitare                 | Paris, Franța       | 10  | 64,80 m |
| 1959 | Festivalul Mondial al Tinerilor și Studenților | Viena, Austria      | 3   | 74,27 m |
| 1959 | Universiada                                    | Torino, Italia      | 3   | 72,81 m |
| 1960 | Jocurile Olimpice                              | Roma, Italia        | 22  | 68,92 m |
| 1961 | Universiada                                    | Sofia, Bulgaria     | 4   | 74,92 m |
| 1962 | Campionatul European                           | Belgrad, Iugoslavia | 18  | 70,42 m |

## Distincții
- Ordinul „Meritul Sportiv” clasa a III-a (18 august 1976) „pentru rezultatele deosebite obținute la Jocurile olimpice de vară de la Montreal – 1976, precum și pentru contribuția adusă la dezvoltarea activității sportive și la creșterea prestigiului sportului românesc pe plan internațional”[10]

## Legături externe
Materiale media legate de Alexandru Bizim la Wikimedia Commons
- en Alexandru Bizim la World Athletics
- en Alexandru Bizim la Olympedia.org
- en  Alexandru Bizim la athleticspodium.com